# Antonio Vicente González Suárez
Antonio Vicente González Suárez (Agüimes, 5 de abril de 1817-Las Palmas, 22 de junio de 1851) fue un sacerdote diocesano español. El papa Francisco aprobó el decreto que reconoce las virtudes heroicas el 22 de diciembre de 2020 y es reconocido como venerable, previo paso para la beatificación.

## Biografía
Nació el  5 de abril de 1817 en el municipio español de Agüimes, situado en la isla canaria de Gran Canaria. Fue un sacerdote diocesano, pastor de la parroquia de Santo Domingo de Guzmán en Las Palmas de Gran Canaria, procurador de la diócesis de Canarias, secretario, vicerrector y profesor de teología fundamental en el seminario diocesano. En su vida destacó por la atención a sus feligreses, su generosidad hacia los más pobres y hacia aquellos que recurrieron a él para recibir ayuda.